# Ví đựng xu

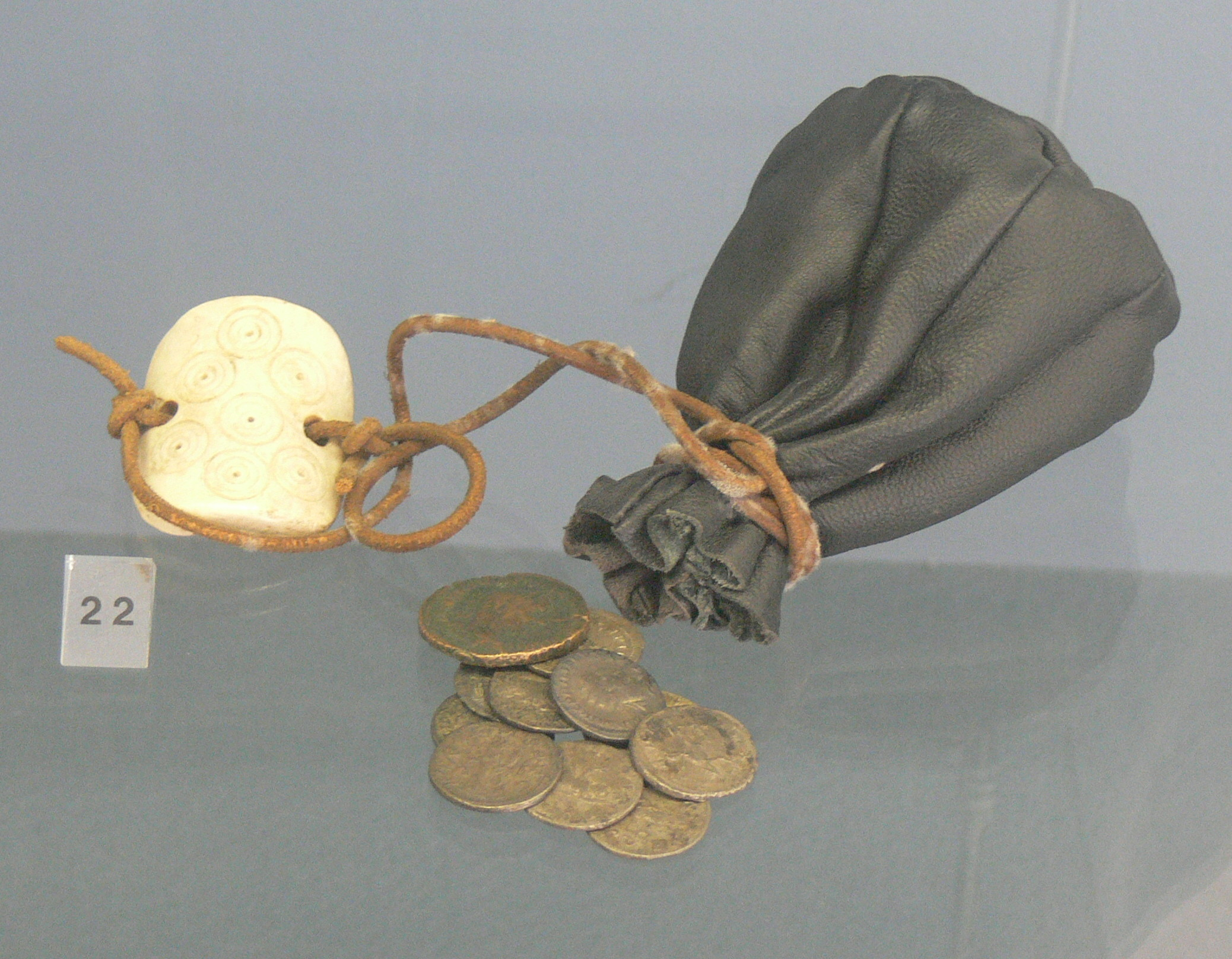
Ví đựng xu có nút thắt

Ví đựng xu (hay còn gọi là túi đựng xu, ví đựng tiền xu, tiếng Anh gọi chung là purse, mặc dù trong tiếng Anh purse còn ám chỉ các loại ví khác nhau ) là một loại ví hay túi nhỏ đựng đồng xu. Ví đựng xu có nhiều loại khác nhau, thông thường là loại ví có nút thắt ở một đầu, siết nút thắt này để đóng nắp ví, khi mở ví thì tháo nút thắt ra hoặc loại có dây kéo hoặc loại khóa bằng nắp đóng mở bằng kim loại.